# 卡尔·尹
卡尔·尹（英語：Karl Yune，1975年4月16日—），出生于美国华盛顿特区，为亚裔美国人，美国演员。

## 生平
1975年，卡尔出生在美国华盛顿特区，兄長尹成植同為演員。早年，他在哥伦比亚大学学习商业、文学和哲学，在大学里，他曾出演舞台剧《罗密欧与朱丽叶》。
卡尔的著名作品有《大蟒蛇2 血蘭花》、《艺妓回忆录》和《铁甲钢拳》。